# Interstate 380 (Pennsylvanie)
Pour les articles homonymes, voir Interstate 380.
L'Interstate 380 (I-380) est une autoroute auxiliaire du nord-est de la Pennsylvanie qui relie l'I-80 avec l'I-81 et l'I-84. Le terminus sud se situe à Tunkhannock Township à la jonction avec l'I-80 alors que le terminus nord de l'I-380 est à la jonction avec l'I-81 et la US 6 à Dunmore. La longueur de l'autoroute est de 28,45 miles (45,79 km).

## Description du tracé
L'I-380 débute à un échangeur avec l'I-80 dans le quadrant nord-est de Tunkhannock Township dans le comté de Monroe. L'autoroute se dirige vers le nord et entre dans des régions forestières. L'autoroute croise quelques routes d'état sur son parcours et entre dans des forêts plus denses.
L'autoroute adopte majoritairement une orientation nord-ouest. Elle traverse la rivière Lehigh et passe toujours par des zones forestières. Elle passe par Moscow avant de rencontrer l'I-84 avec laquelle elle forme un multiplex jusqu'à son terminus nord.
Les deux routes continuent ensemble dans des régions boisées dans les Monts Moosic et entrent dans les limites de Dunmore. L'I-380 atteint son terminus nord lorsqu'elle rencontre l'I-81 et la US 6.

## Liste des sorties
| Interstate 380                            |                                     |                     |                     |                                                      |                                                  |                                                                                            |
| Comté                                     | Municipalité                        | mi                  | km                  | Sortie                                               | Intersections / Destinations                     | Notes                                                                                      |
| Monroe                                    | Limite township Tunkhannock–Jackson | 0,00                | 0,00                | 1                                                    | I-80 – Hazleton, Stroudsburg                     | Sortie 293 de l'I-80; indiqué sortie 1A (ouest) et 1B (est).                               |
| Monroe                                    | Tobyhanna Township                  | 2,53                | 4,07                | 3                                                    | PA 940 (en) – Mount Pocono, Pocono Pines         |                                                                                            |
| Monroe                                    | Coolbaugh Township                  | 7,63                | 12,28               | 8                                                    | PA 423 (en) – Tobyhanna                          | Sortie direction nord, entrée direction sud                                                |
| Monroe                                    | Coolbaugh Township                  | 8,22                | 13,23               | 8                                                    | PA 611 (en) sud vers PA 423 (en) – Tobyhanna     | Sortie direction sud, entrée direction nord                                                |
| Monroe                                    | Coolbaugh Township                  | 13,04               | 20,99               | 13                                                   | PA 435 (en) nord / PA 507 (en) nord – Gouldsboro |                                                                                            |
| Wayne                                     | Pas d'intersections                 | Pas d'intersections | Pas d'intersections | Pas d'intersections                                  | Pas d'intersections                              | Pas d'intersections                                                                        |
| Lackawanna                                | Covington Township                  | 19,53               | 31,43               | 20                                                   | PA 307 (en) – Daleville, Moscow                  |                                                                                            |
| Lackawanna                                | Moscow                              | 21,03               | 33,85               | 22                                                   | PA 690 (en) – Moscow                             | Sortie direction sud, entrée direction nord                                                |
| Lackawanna                                | Roaring Brook Township              | 24,45               | 39,35               | 24                                                   | I-84 est – Milford                               | Terminus sud du multiplex avec I-84; numéros de sortie de l'I-84; sortie 4 de l'I-84 ouest |
| Lackawanna                                | Dunmore                             | 26,28               | 42,30               | 2                                                    | PA 435 (en) sud – Elmhurst                       | Sortie direction sud, entrée direction nord                                                |
| Lackawanna                                | Dunmore                             | 27,29               | 43,92               | 1                                                    | Tigue Street                                     |                                                                                            |
| Lackawanna                                | Dunmore                             | 28,26               | 45,47               |                                                      | US 6 est – Carbondale                            | Terminus nord                                                                              |
| Lackawanna                                | Dunmore                             | 28,26               | 45,47               | I-81 nord / US 6 ouest vers PA 347 (en) – Binghamton |                                                  | Terminus nord                                                                              |
| Lackawanna                                | Dunmore                             | 28,26               | 45,47               | I-81 sud – Wilkes-Barre                              |                                                  | Terminus nord                                                                              |
| - Terminus de multiplex - Accès incomplet |                                     |                     |                     |                                                      |                                                  |                                                                                            |